# Glòria Tello Company
Glòria Tello Company (Cabanyal, València, 22 de març del 1978) és una activista, sociòloga i política valenciana, actualment regidora de l'Ajuntament de València per Compromís, responsable de les delegacions de Recursos Culturals, Benestar Animal i Patrimoni Històric i Artístic, així com Presidenta del Palau de la Música de València i de la Mostra de Cine de València.

## Biografia
Nascuda al barri del Cabanyal de la ciutat de València el 22 de març del 1978, es va destacar des de molt jove com a activista en la lluita per rehabilitar el Cabanyal i en altres moviments socials relacionats amb la façana marítima i el benestar dels animals.
Llicenciada en Sociologia per la Universitat d'Alacant, ha completat, a més, el Màster en Gestió i Promoció del Desenvolupament Local de la Universitat Jaume I de Castelló, el Màster de Professora d'Educació Secundària, especialitzada en Serveis Socioculturals i a la Comunitat, de la Universitat de València i el Màster en Publicitat i Comunicació de l'Escola Superior de Gestió Comercial i Marketing (ESIC) de València. Ha exercit com a sociòloga per a la Fundació Intercoop i per l'Ajuntament de Catarroja.
La seua trajectòria professional ha estat vinculada a la sociologia i a la tasca museística, amb la transcripció, traducció i correccions d'exposicions i llibres editats pel Museu Valencià d'Etnologia com “Els primers valencians a Amèrica”, “Faixa roja, faixa blava” i “Maximilià Thous Orts: escrits etnogràfics”. Va ser la coordinadora técnica del llibre “La València Marítima. Vol. 3” de José Huertas Morión i Josep Vicent Boira, aíxi com dels llibres “El Sant del Dia” i “Les Diades Valencians” de l'escriptor i periodista Alfons Llorenç.

## Activitat política
Glòria Tello començà la seua etapa política com a personal de confiança del grup municipal de Compromís a l'Ajuntament de València durant els últims anys de la legislatura 2011 – 2015. Durant eixe període, actuà com a vocal del partit al Districte Marítim i com a membre de la Secretaria de Sectorials de Compromís per València.
Amb la victòria de Compromís en les eleccions municipals de 2015, passà a formar part del Govern local amb els càrrecs de Tinenta d'Alcalde Coordinadora General de l'Àrea de Cultura, regidora de Benestar Animal, regidora de Patrimoni Històric i Artístic i regidora de Recursos Culturals. A més, és Presidenta de la Junta Municipal de Marítim, Presidenta de l'Organisme Autònom Municipal Palau de la Música, Congressos i Orquestra de València i de la Mostra de Cine de València, així com representant de l'Ajuntament al Consorci de Museus de la Comunitat Valenciana, entre altres càrrecs.
A les eleccions municipals de 2019 revalidà l'escó i la cartera al segon govern de l'alcalde Ribó, a més a més de ser triada diputada provincial on gestiona l'àrea de teatres i el Museu Valencià de la Il·lustració i de la Modernitat (Muvim)